# 伊西拉克
伊西拉克（法語：Issirac，法語發音：[isiʁak]）是法国加尔省的一个市镇，位于该省东北部，属于尼姆区。

## 地理
伊西拉克（44°16'18"N, 4°28'51"E）面积20.28 平方千米，位于法国奧克西塔尼大區加尔省，该省份为法国南部沿海省份，南端濒地中海，北起顺时针与阿尔代什省、沃克吕兹省、罗讷河口省、埃罗省、阿韦龙省和洛泽尔省接壤。
与伊西拉克接壤的市镇（或旧市镇、城区）包括：奥尔尼亚克拉文、科尔尼永、勒加恩、拉瓦勒圣罗芒、蒙克吕、圣安德烈-德罗克佩尔蒂、圣克里斯托尔-德罗迪耶尔。

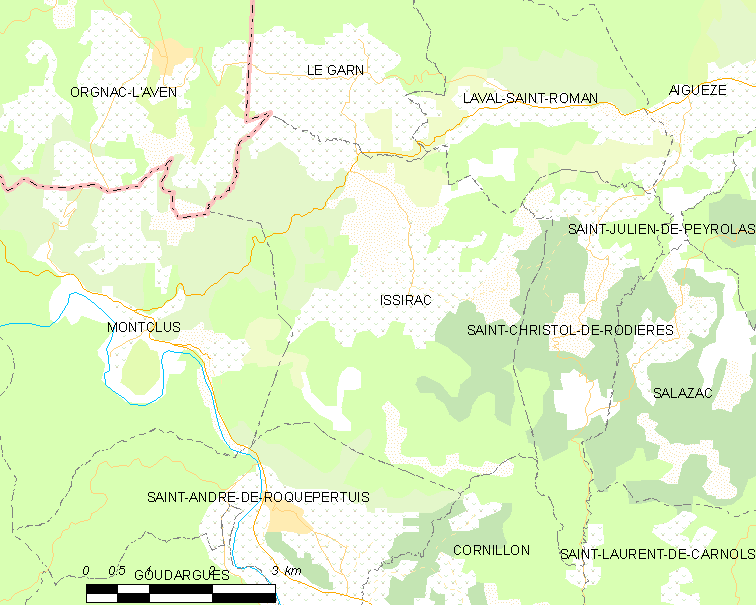
伊西拉克的OSM定位图

伊西拉克的时区为UTC+01:00、UTC+02:00（夏令时）。

## 行政
伊西拉克的邮政编码为30760，INSEE市镇编码为30134。

## 政治
伊西拉克所属的省级选区为蓬圣埃斯普里县。

## 人口

1962-2008年间伊西拉克人口变化图示

伊西拉克于2022年1月1日时的人口数量为320人。